# Saint-Vite
Saint-Vite är en kommun i departementet Lot-et-Garonne i regionen Nouvelle-Aquitaine i sydvästra Frankrike. Kommunen ligger i kantonen Tournon-d'Agenais som tillhör arrondissementet Villeneuve-sur-Lot. År 2022 hade Saint-Vite 1 187 invånare.

## Befolkningsutveckling
Antalet invånare i kommunen Saint-Vite
| Referens: INSEE |